# Ludvik Kundera (escritor)

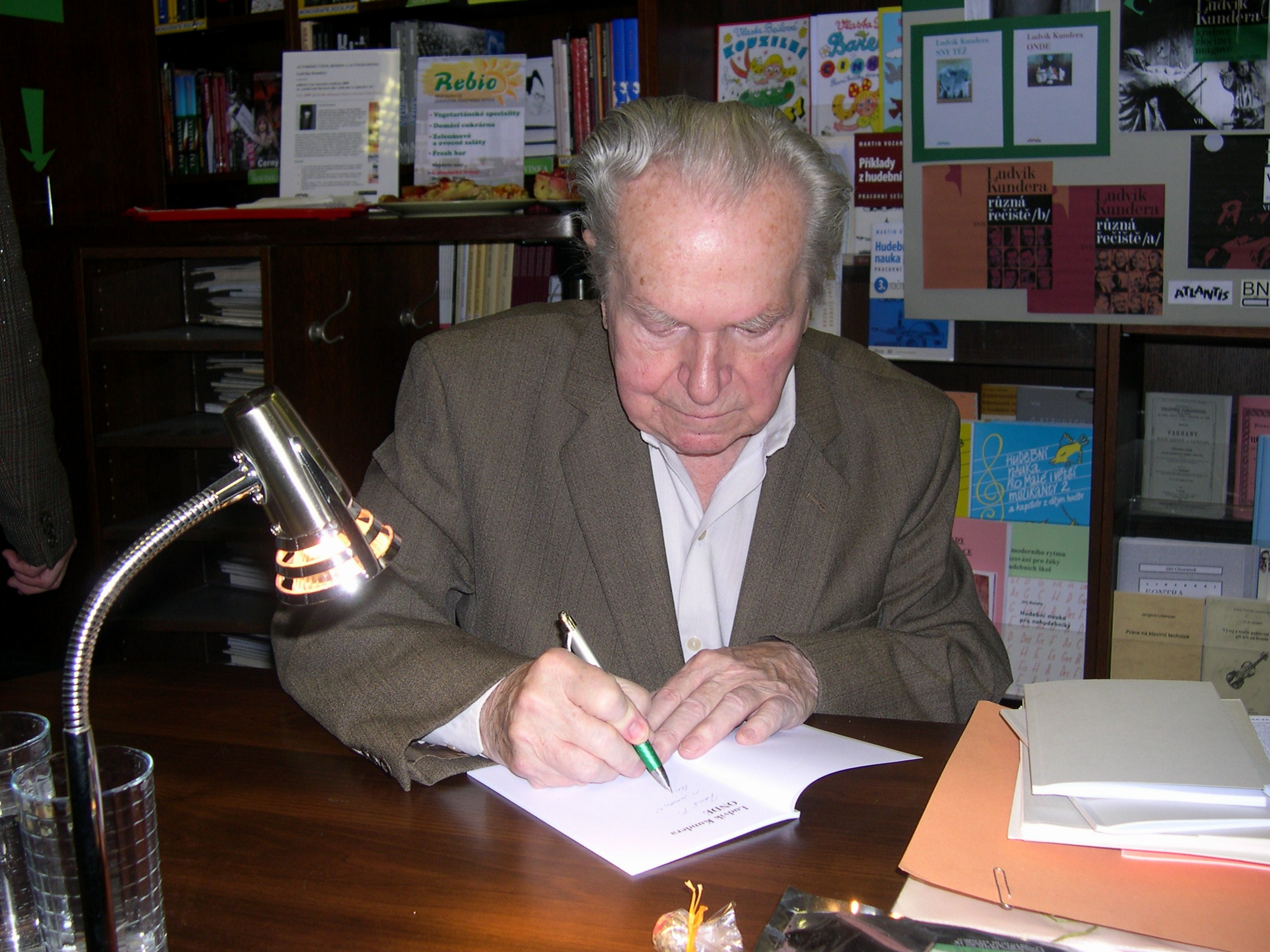
Ludvik Kundera

Ludvík Kundera (22 de marzo de 1920, Brno-17 de agosto de 2010) fue un escritor, traductor, poeta, guionista, editor e historiador checo. Fue un gran exponente de la literatura de vanguardia en idioma checo y un prolífico traductor de literatura alemana, de autores como Hans Arp y Bertolt Brecht.
En 2007, recibió la medalla de mérito por servicios a la república, mientras que, el 2009 recibió el Premio Jaroslav Seifert, por la Fundación Carta 77.
Fue primo del también escritor Milan Kundera y sobrino del musicólogo también llamado Ludvik Kundera.

## Biografía
Kundera nació en Brno, Checoslovaquia. Estudió en la facultad de Artes de la Universidad Carolina de Praga, para luego continuar sus estudios en la Universidad Masaryk en Brno. Durante la Segunda Guerra Mundial fue obligado a realizar trabajos forzados en Alemania. Después de la guerra, fue contratado como editor en los periódicos y revistas Blok, Rovnost and Host do domu; cofundó, en 1945 el grupo surrealista Skupina RA (Grupo RA). Sus primer libro de poesía, Konstantina, fue publicado en 1946, y el mismo año, conoció al poeta František Halas, a quien consideró como su maestro y mentor. Desde mediados de los años 50, se dedicó exclusivamente a escribir y traducir; desde 1968 hasta 1960, trabajó como dramaturgo en el Teatro Mahen, parte del Teatro Nacional de Brno., adicionalmente, colaboró con el teatro nacional como dramaturgo. El 2005, el Teatro Mahen estrenó su obra acerca del compositor checo, Leoš Janáček.